# Jonathan M. Davis
Jonathan McMillan Davis, född 27 april 1871 i Bourbon County, Kansas, död 27 juni 1943 i Bourbon County, Kansas, var en amerikansk demokratisk politiker. Han var Kansas guvernör 1923–1925.
Davis studerade vid University of Kansas och University of Nebraska men avbröt studierna på grund av faderns död. Senare satt han i båda kamrarna av Kansas lagstiftande församling.
Davis efterträdde 1923 Henry J. Allen som guvernör och efterträddes 1925 av Ben Paulen. Efter sin tid som guvernör åtalades han för mutbrott men frikändes i två rättegångar. Davis avled 1943 och gravsattes på Bronson Cemetery i Bronson.